# Félix Resurrección Hidalgo
Félix Resurrección Hidalgo y Padilla (Binondo, Manila, Filipinas, 21 de febrero de 1855 - Barcelona, España, 13 de marzo de 1913) fue un pintor filipino. Fue tenido en alta estima por el grupo de los ilustrados filipinos, aunque nunca formó parte del movimiento directamente. Sí es considerado, no obstante, uno de los pintores más destacados de este país en el siglo XIX.

## Biografía
Félix R. Hidalgo estudio en el Ateneo de Manila y en la Universidad de Santo Tomás, dos de las instituciones educativas más importantes del país, matriculándose en la Escuela de Dibujo y Pintura, en la que su profesor era Agustín Sáez Glanadell.
En 1879 viajó a España, becado por el Ayuntamiento de Manila, estudiando en la Academia de San Fernando en Madrid. De ahí acabará desplazándose a Roma y uniéndose al grupo de pintores españoles en la capital italiana. Terminados sus estudios en Madrid se desplazó a París, donde terminaría instalándose. Su estudió se convirtió en un punto de reunión de artistas e intelectuales filipinos.

## Obra y reconocimientos
En 1884 ganó la medalla de plata de la Exposición de Bellas Artes de Madrid con una obra inspirada precisamente en su época romana (Vírgenes cristianas expuestas al populacho), año en que mereció la medalla de oro el también filipino Juan Luna.
A lo largo de su carrera recibió numerosos premios y reconocimientos, habiendo tomado parte en importantes exposiciones como la Universal de París, la General de Bellas Artes de Barcelona, la Internacional de Bellas Artes de Madrid, o varias en Estados Unidos (San Luis, Chicago, etc.).

## Dibujos y pinturas

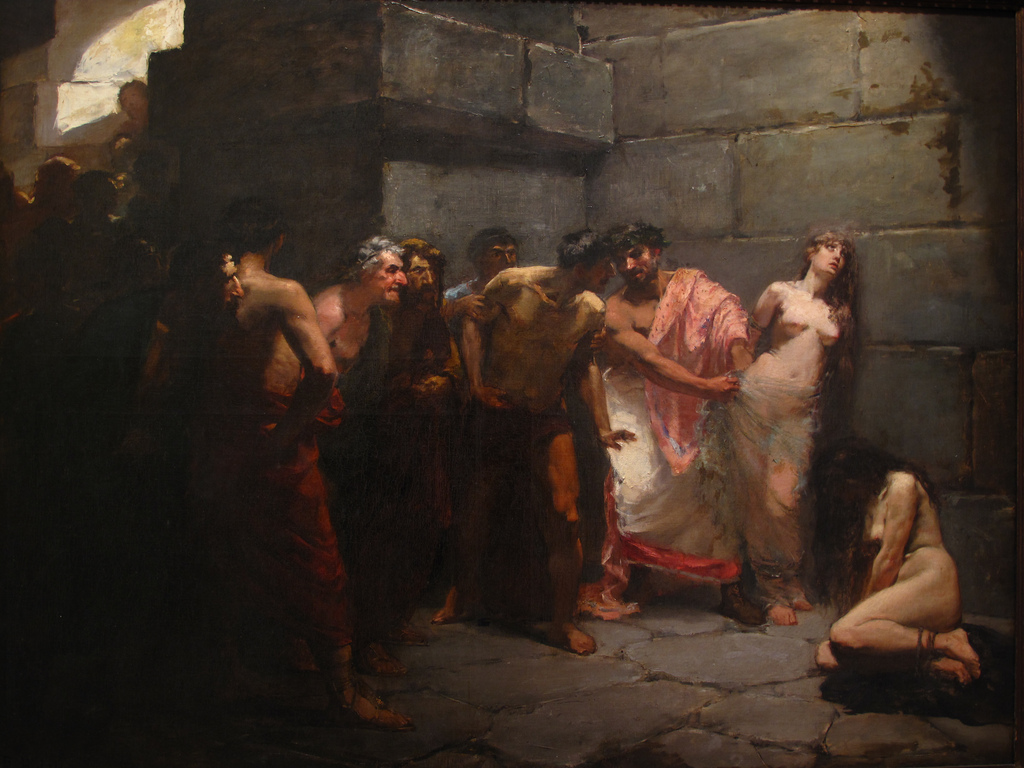
Las vírgenes cristianas expuestas al populacho
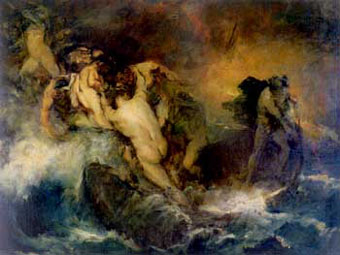
La barca de Aqueronte
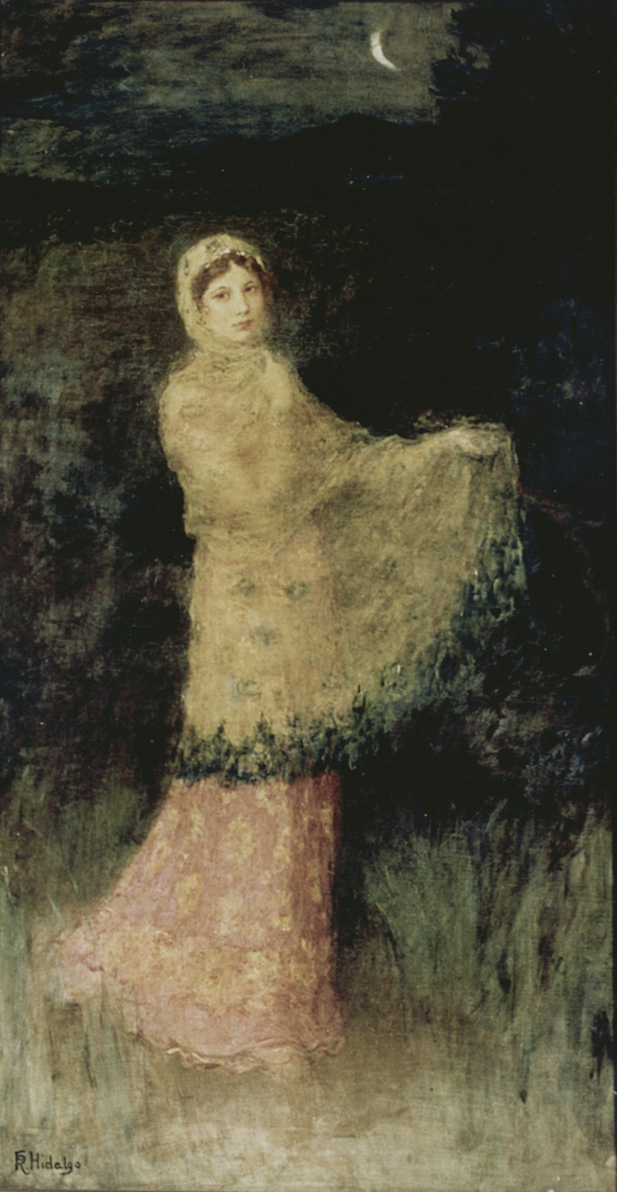
Una dama a la luz de la luna
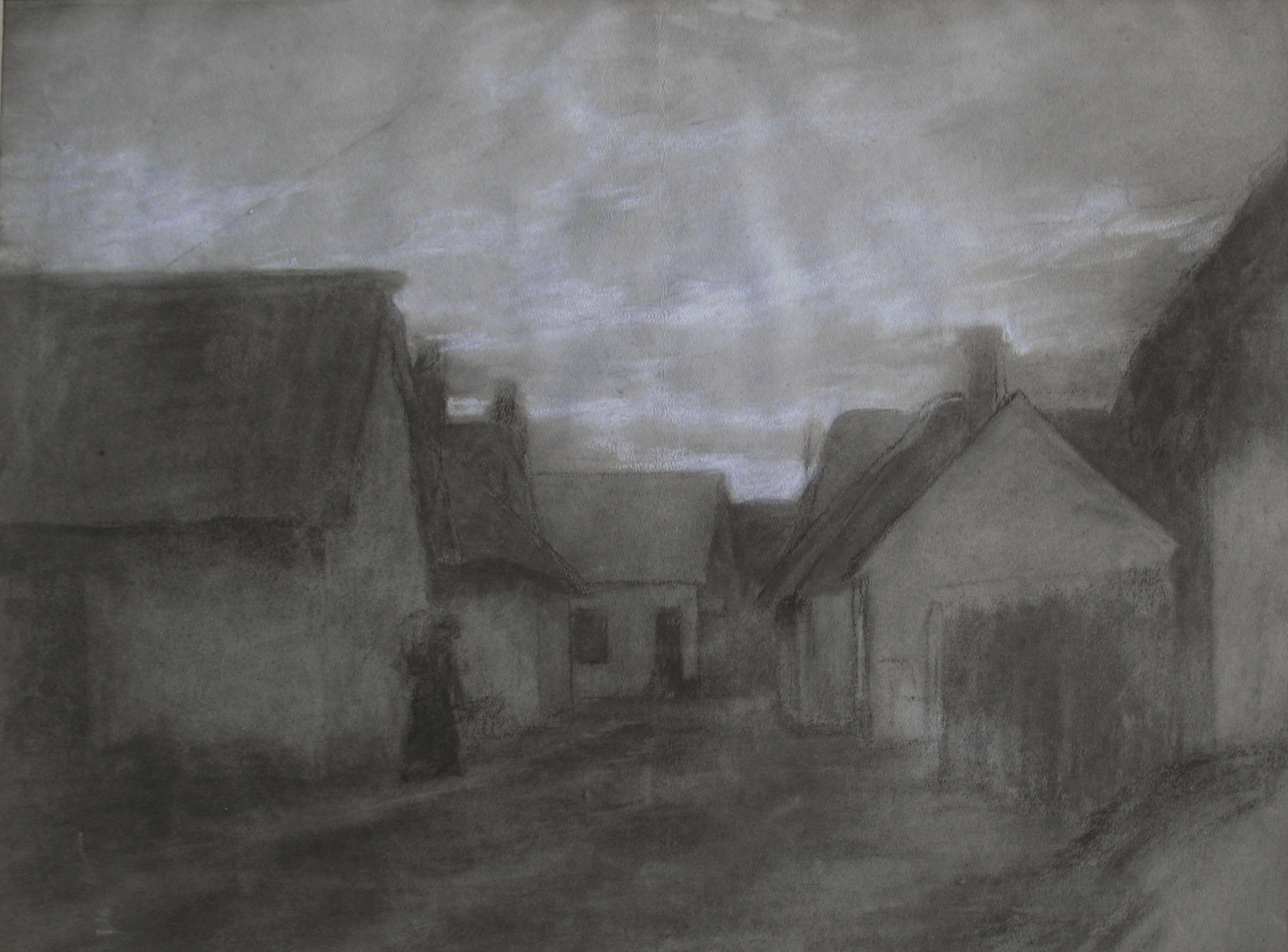
Casa de campo en Normandía
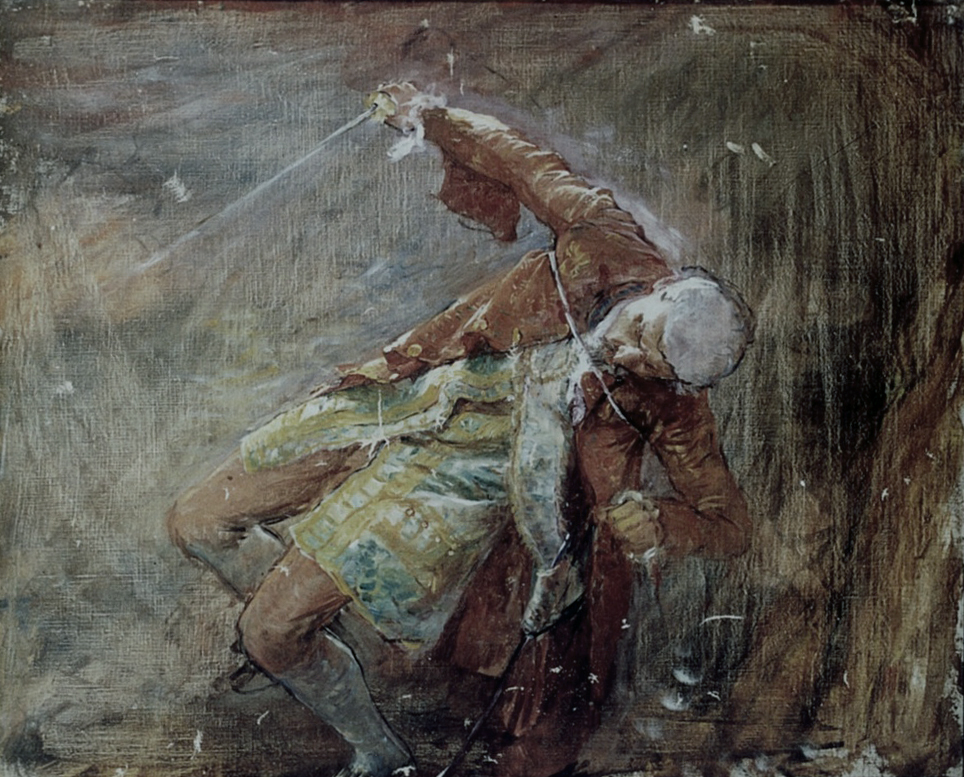
Estudio para "El asesinato del gobernador Bustamante y su hijo"
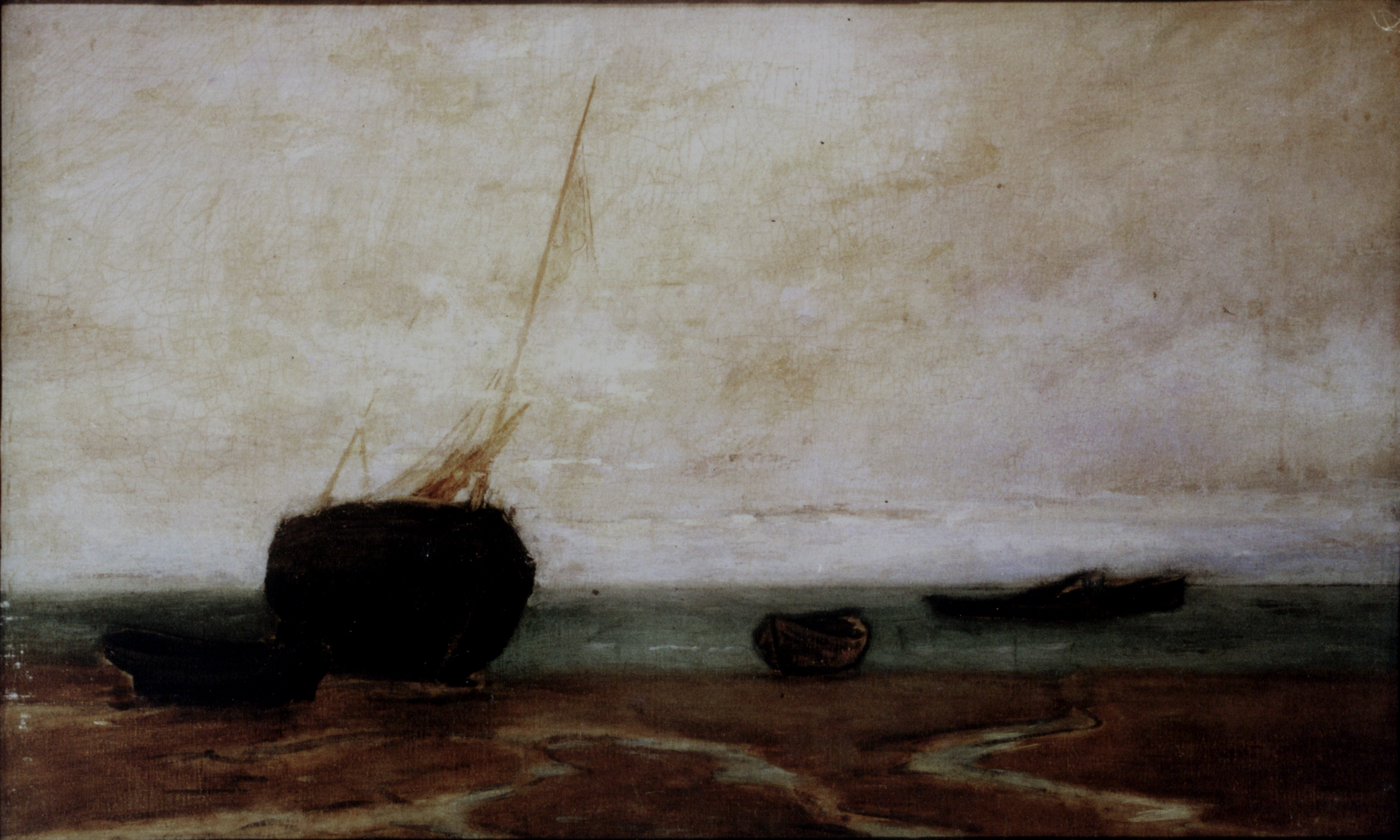
Tras el tifón
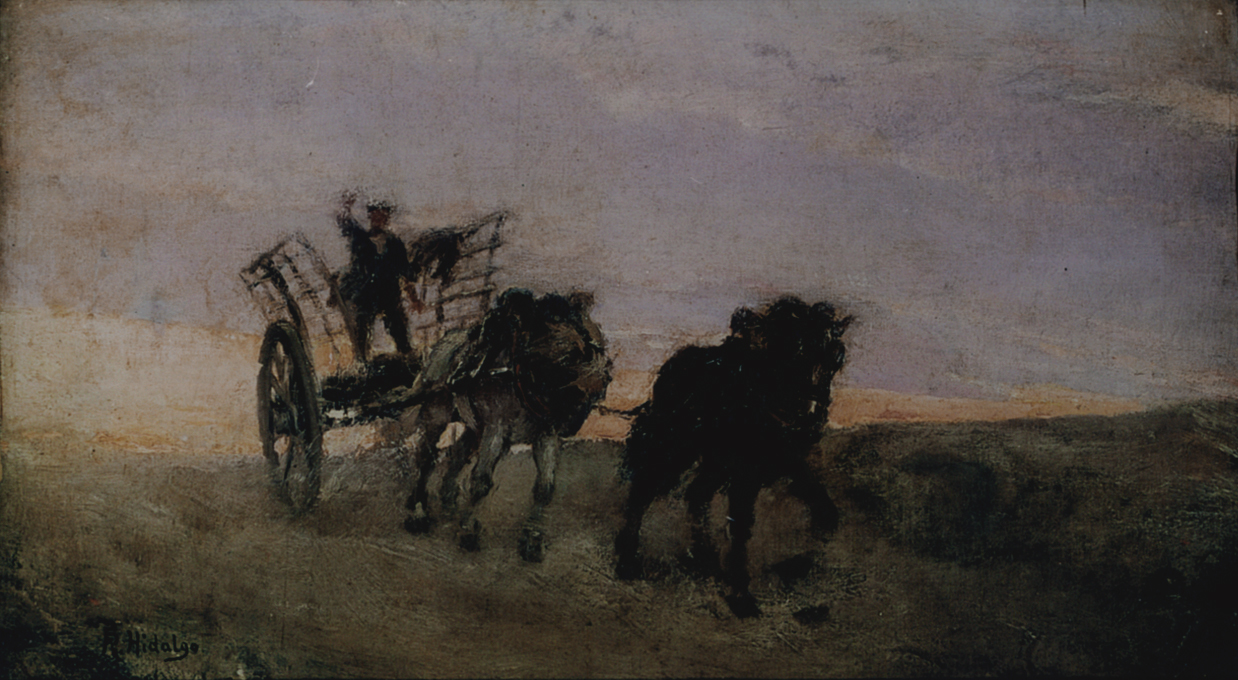
Carruaje de caballos
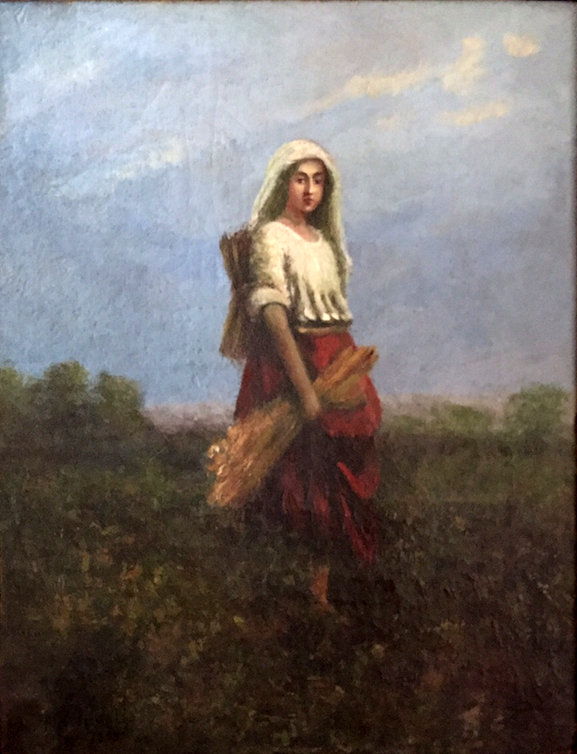
Segadora
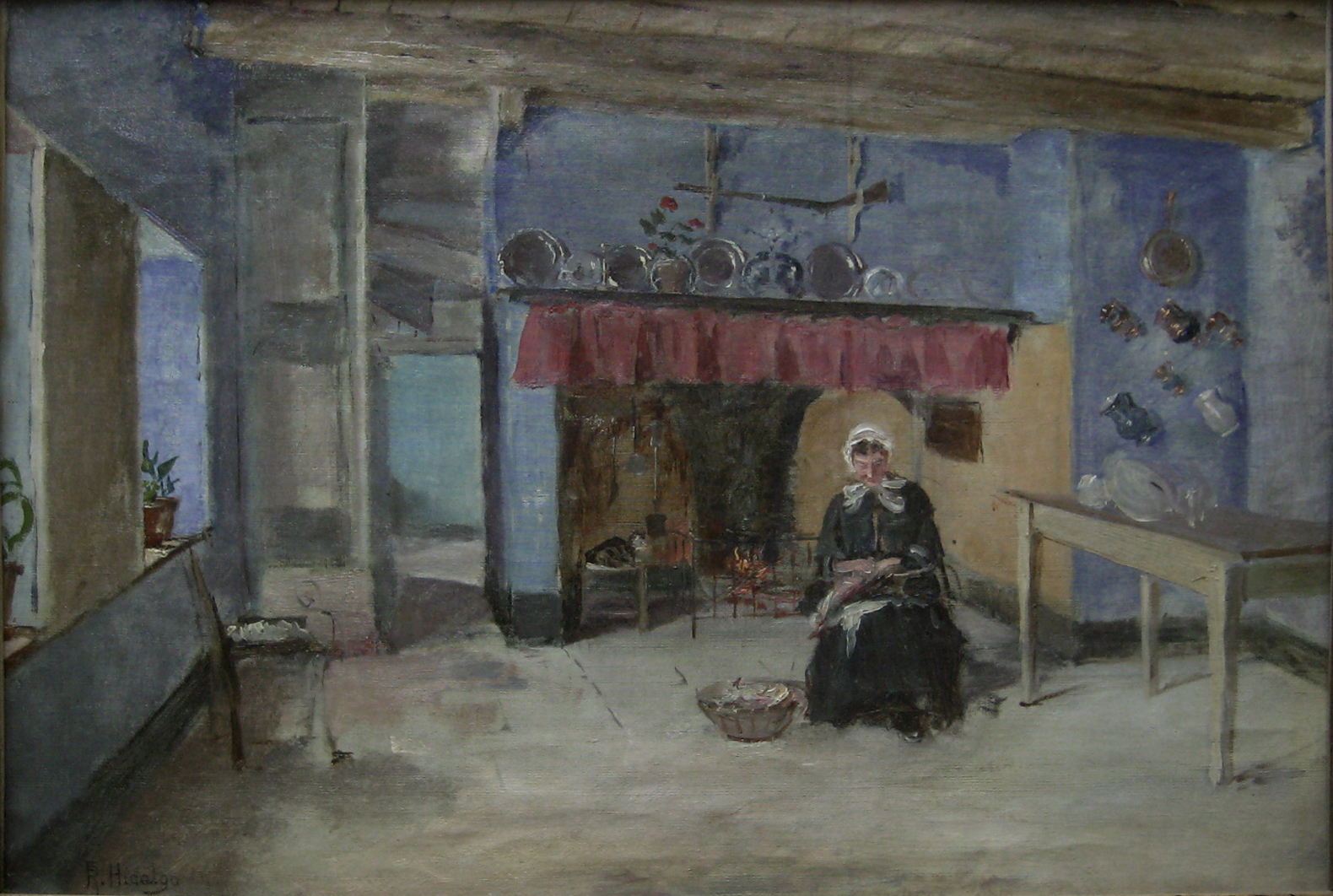
Interior de una casa
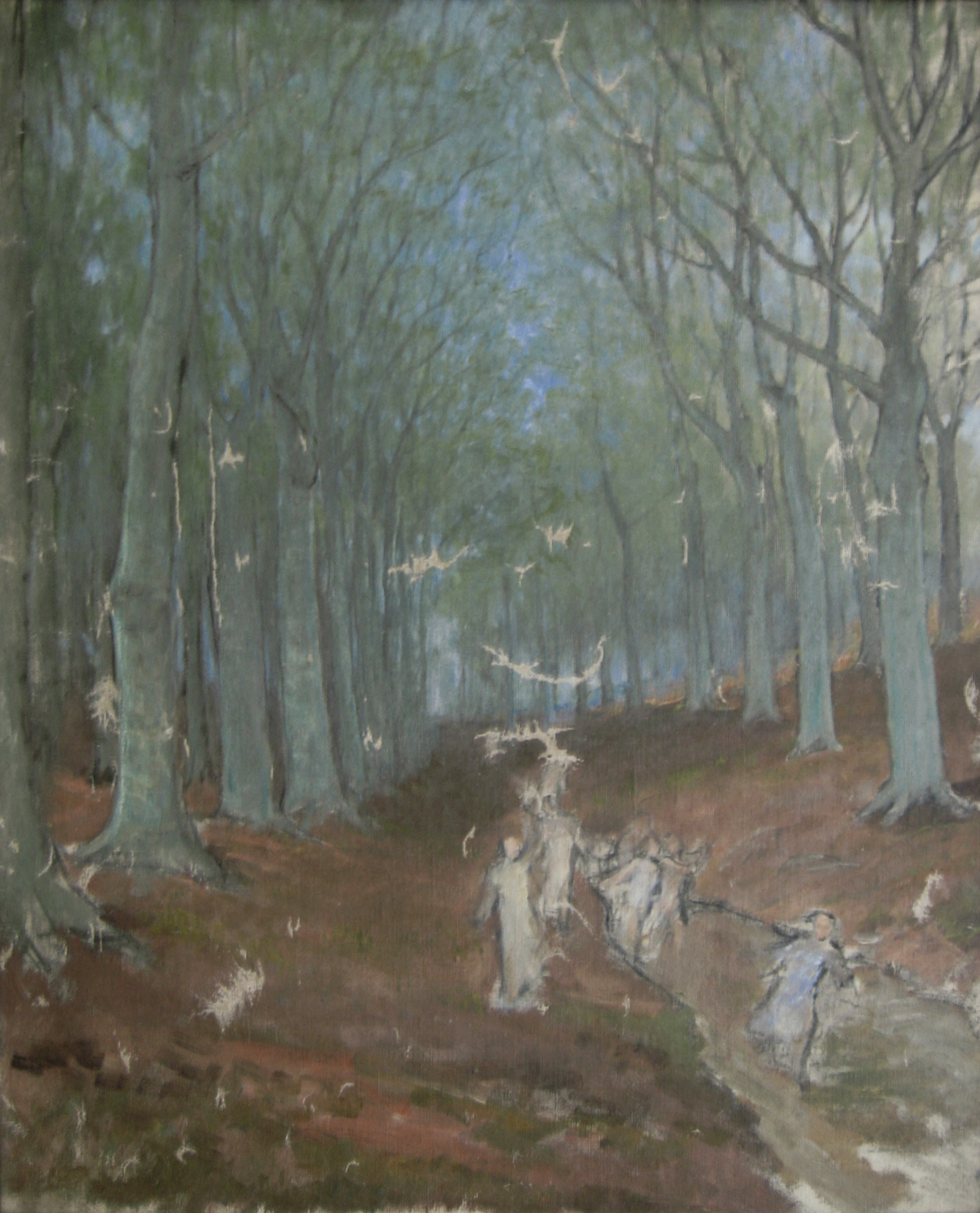
Arboleda
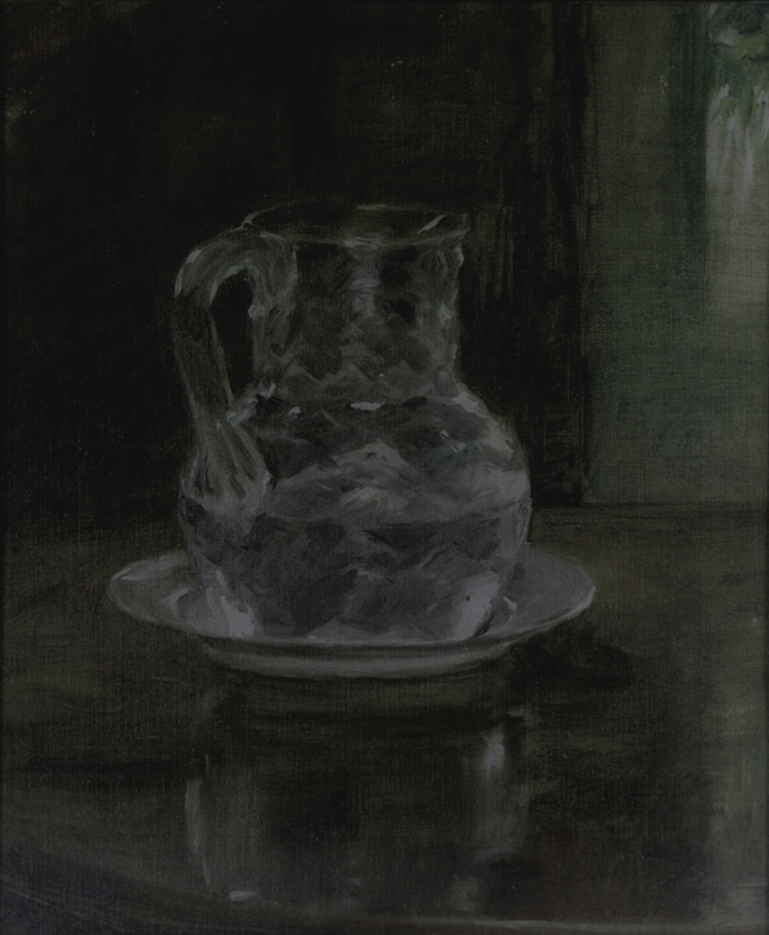
Jarra de agua
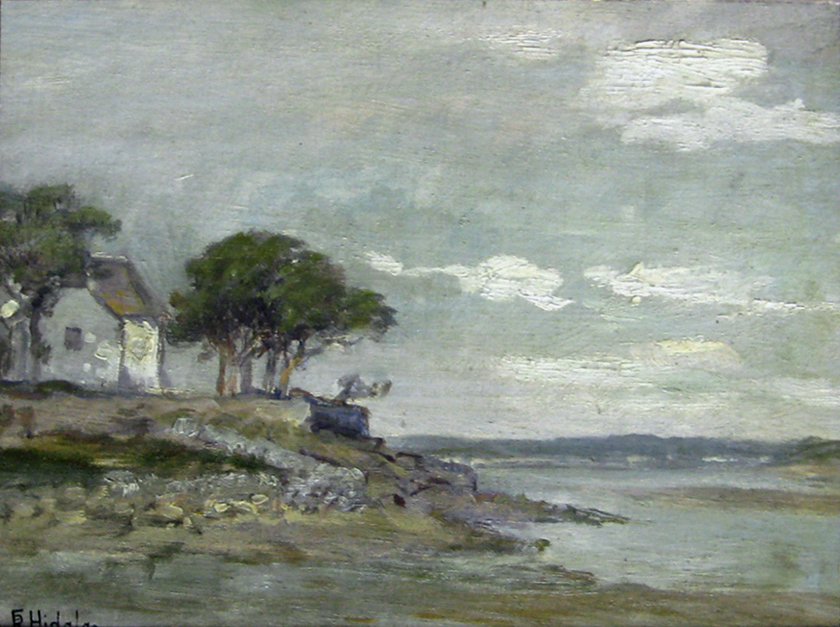
La casa cerca del río
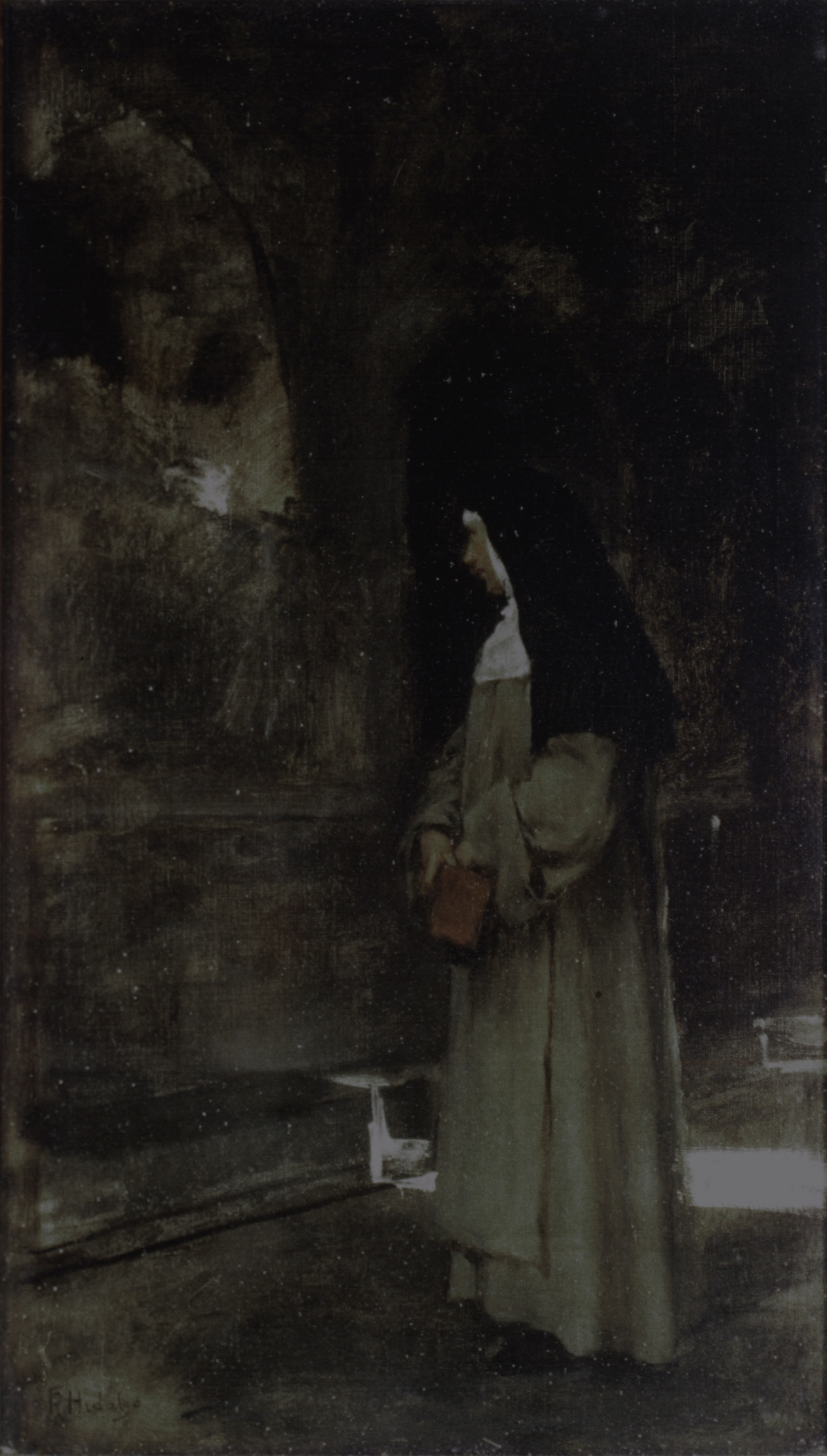
La madre en el claustro
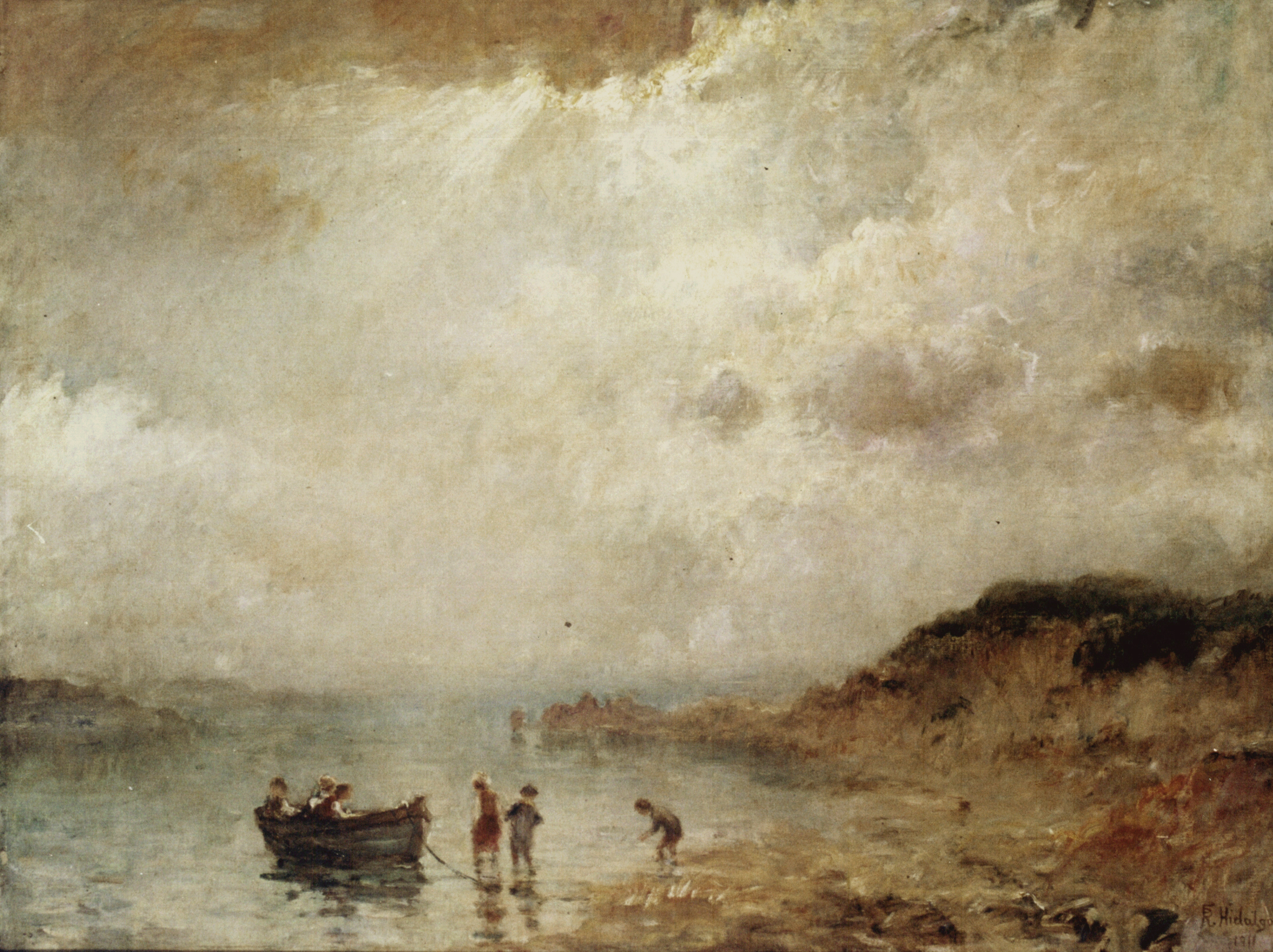
La marina, 1911
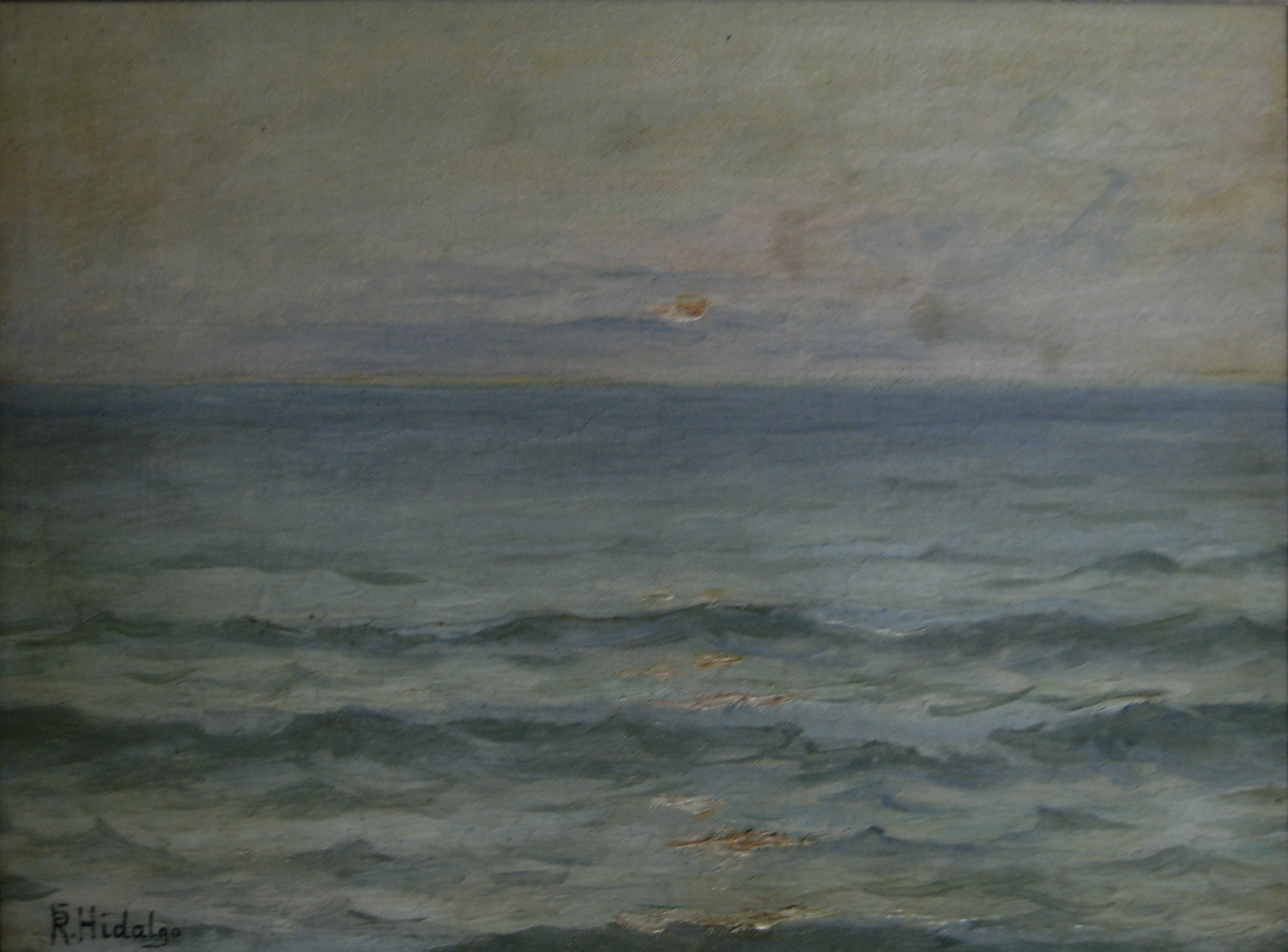
Marina
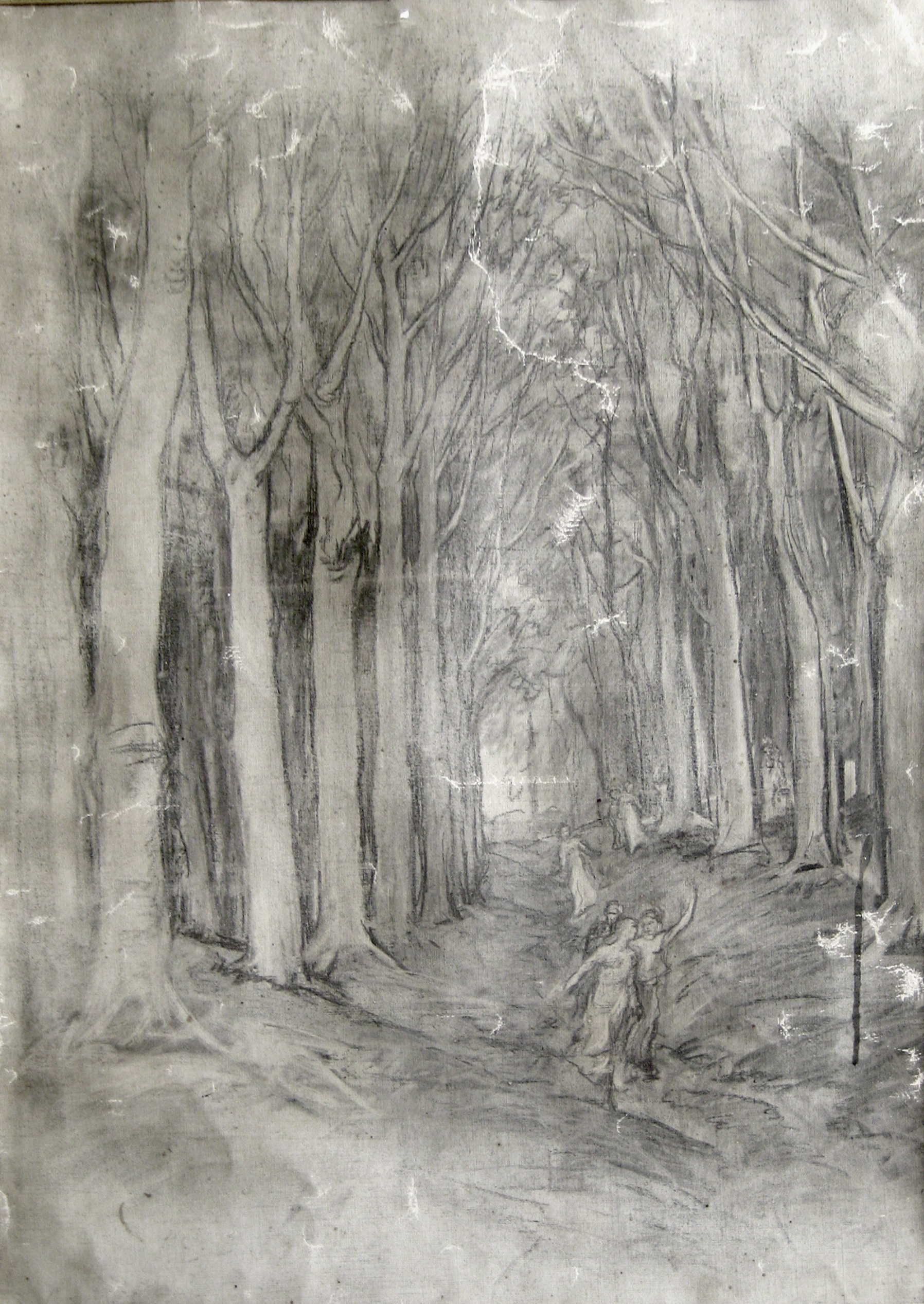
Arboleda
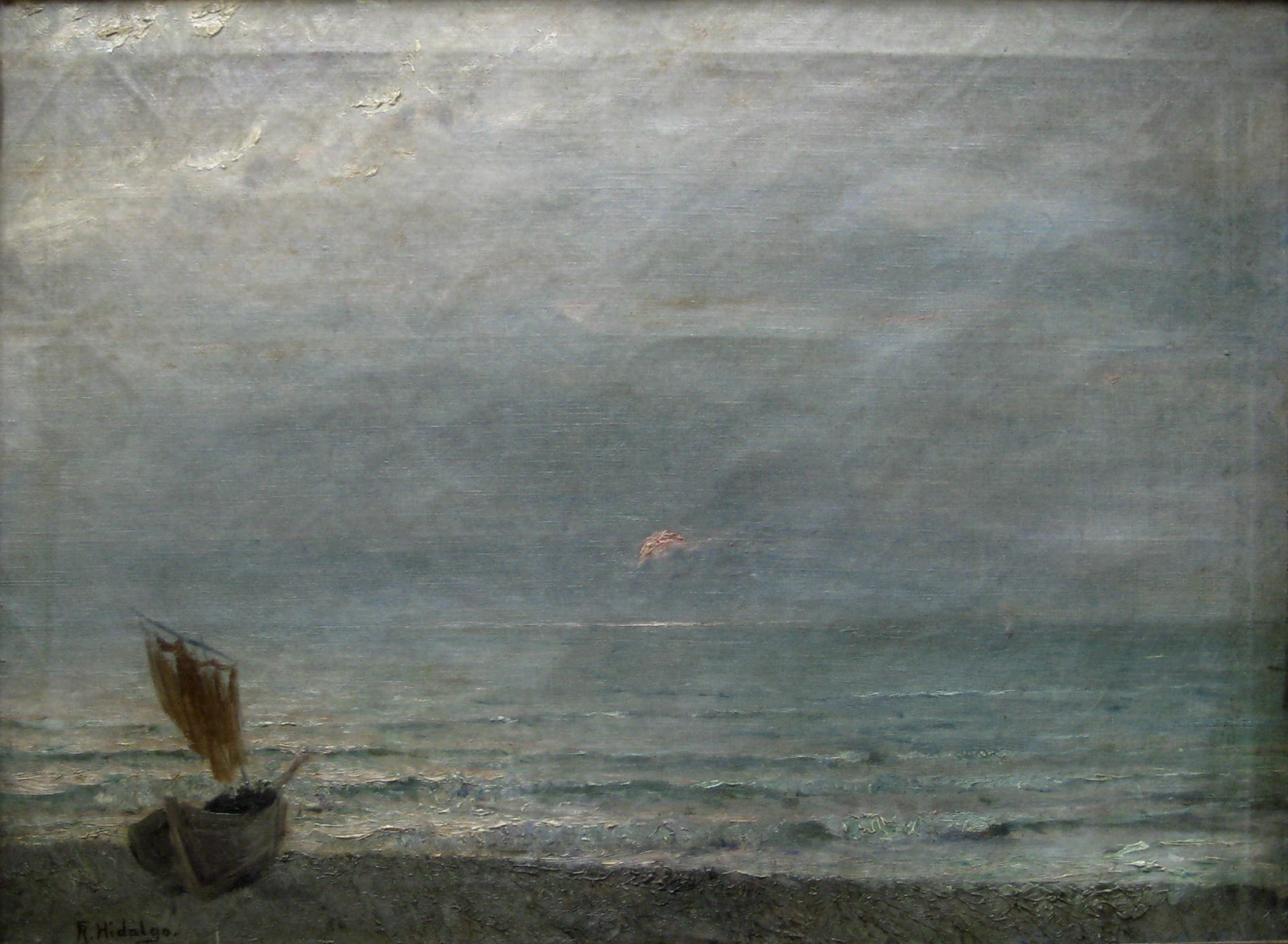
Marina con barco
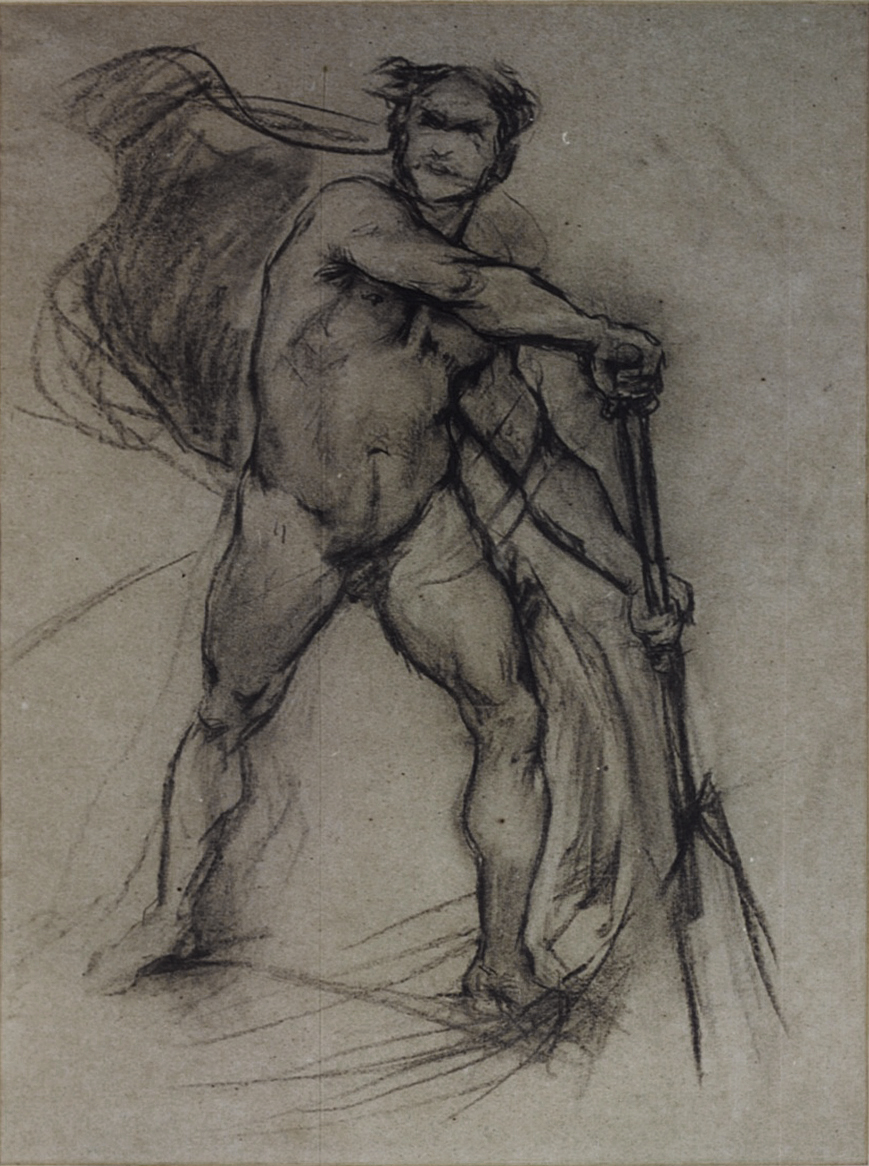
Estudio de Caronte
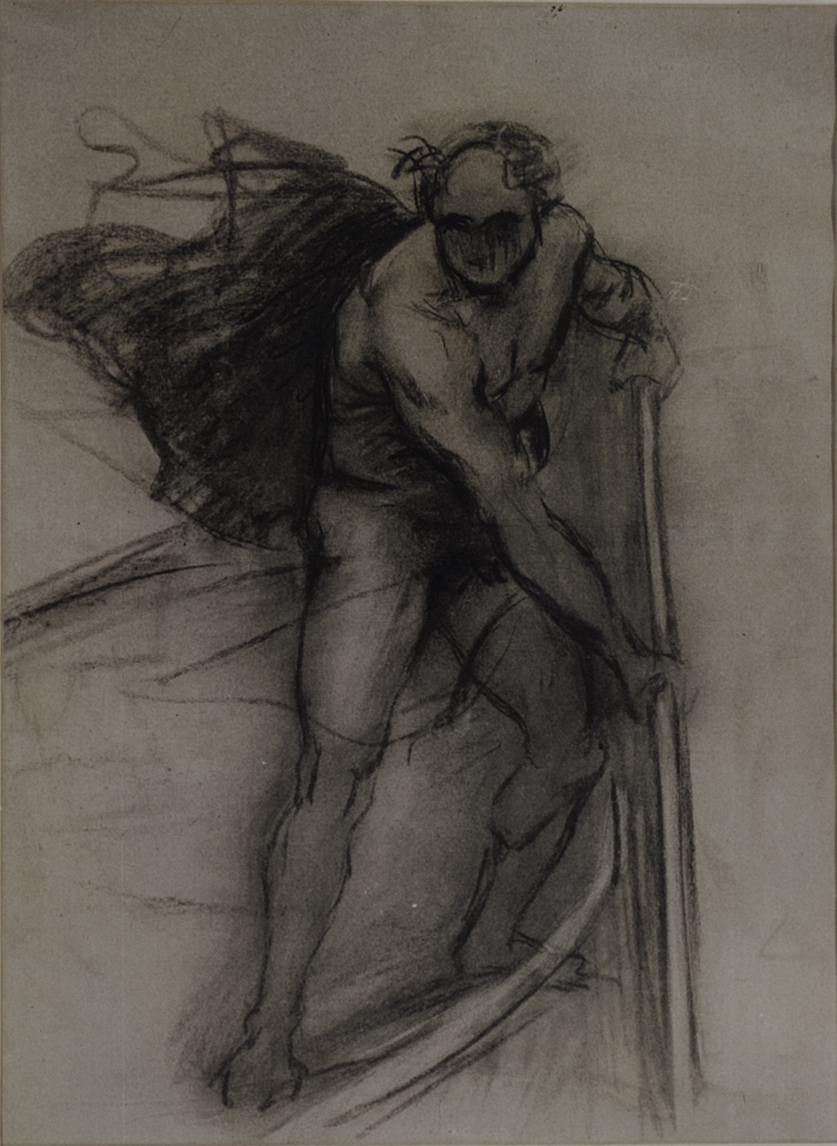
Estudio de Caronte
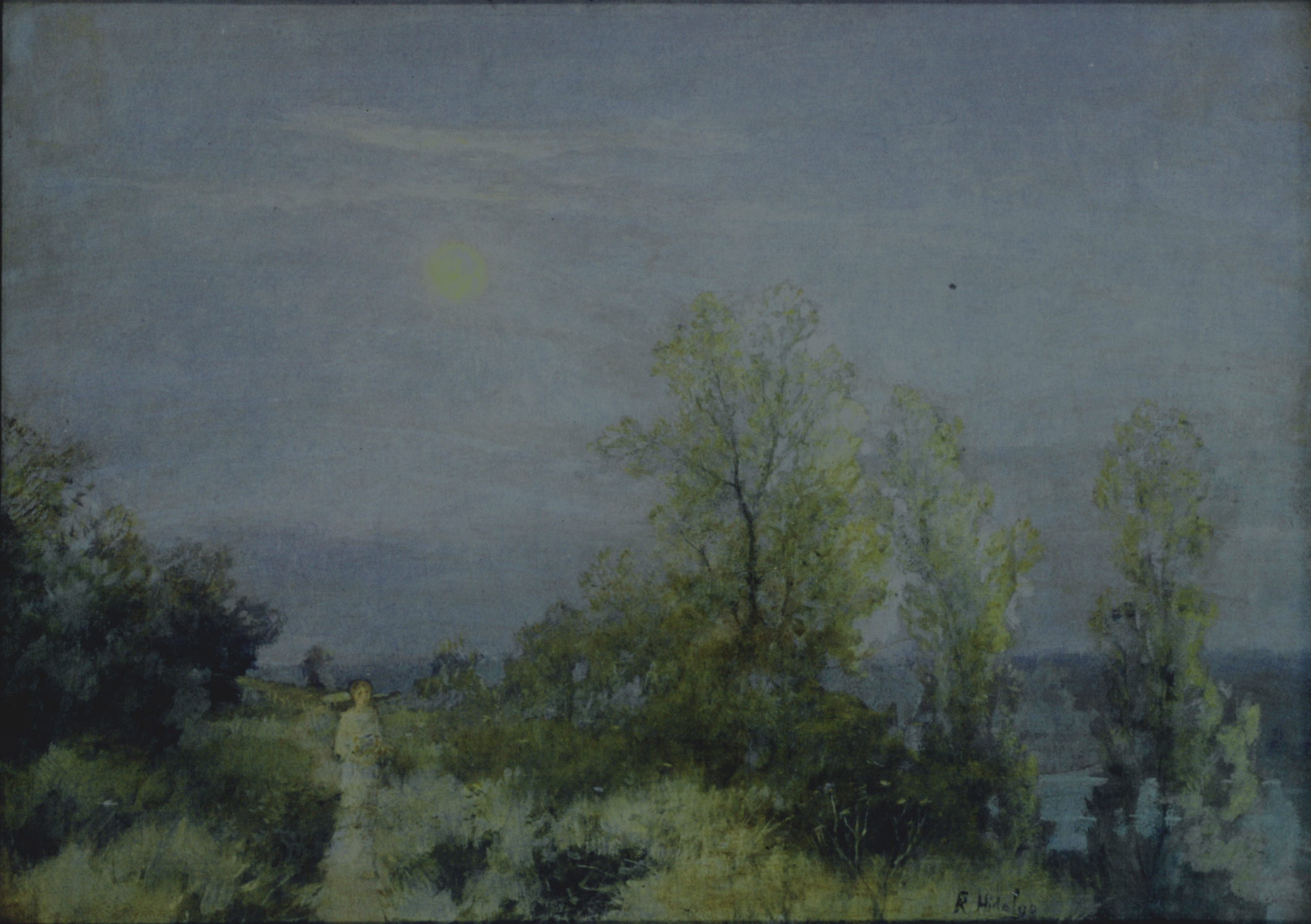
Una dama a la luz de la luna, sin fecha, colección privada
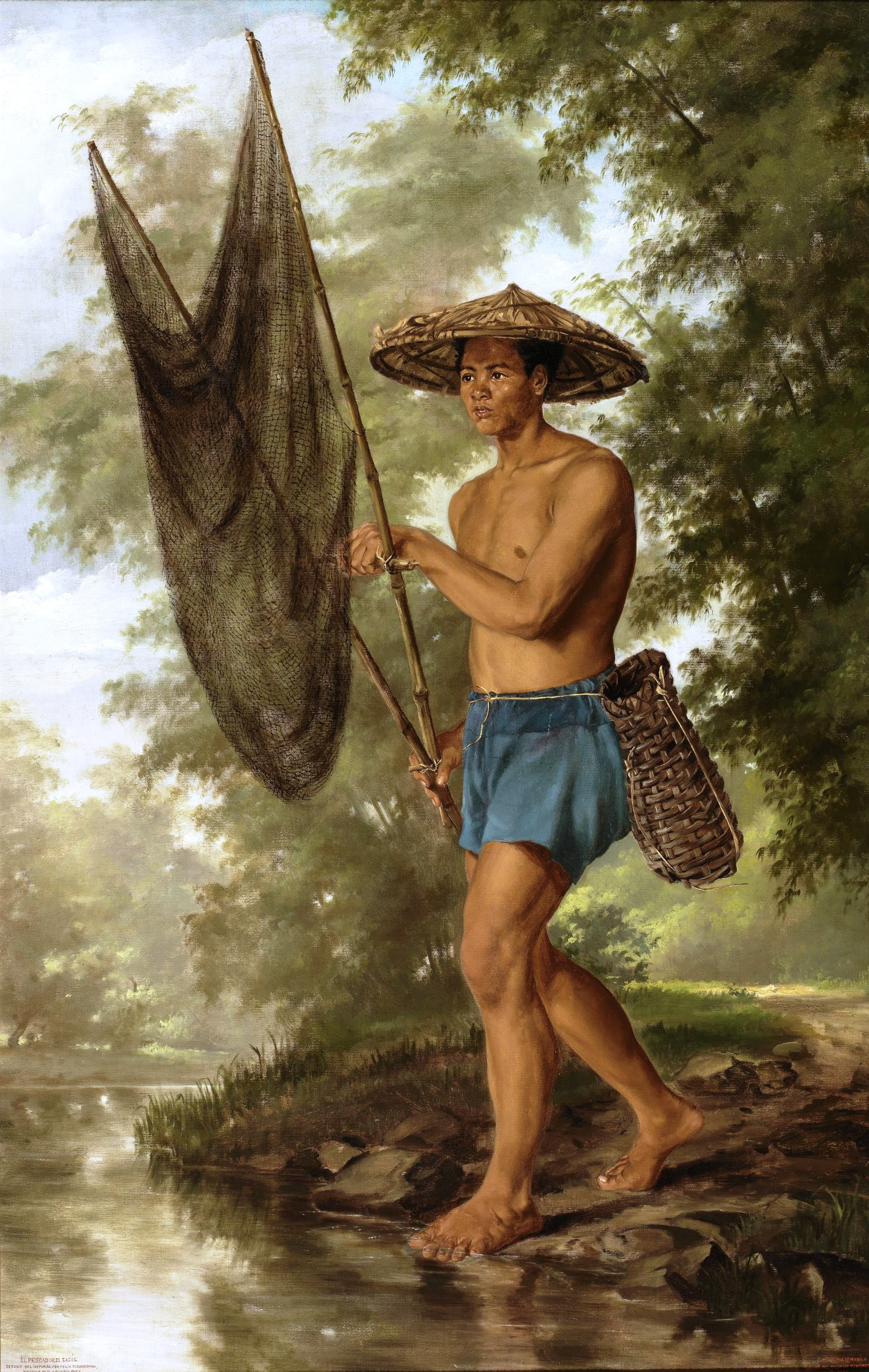
El pescador de Sacag, 1875
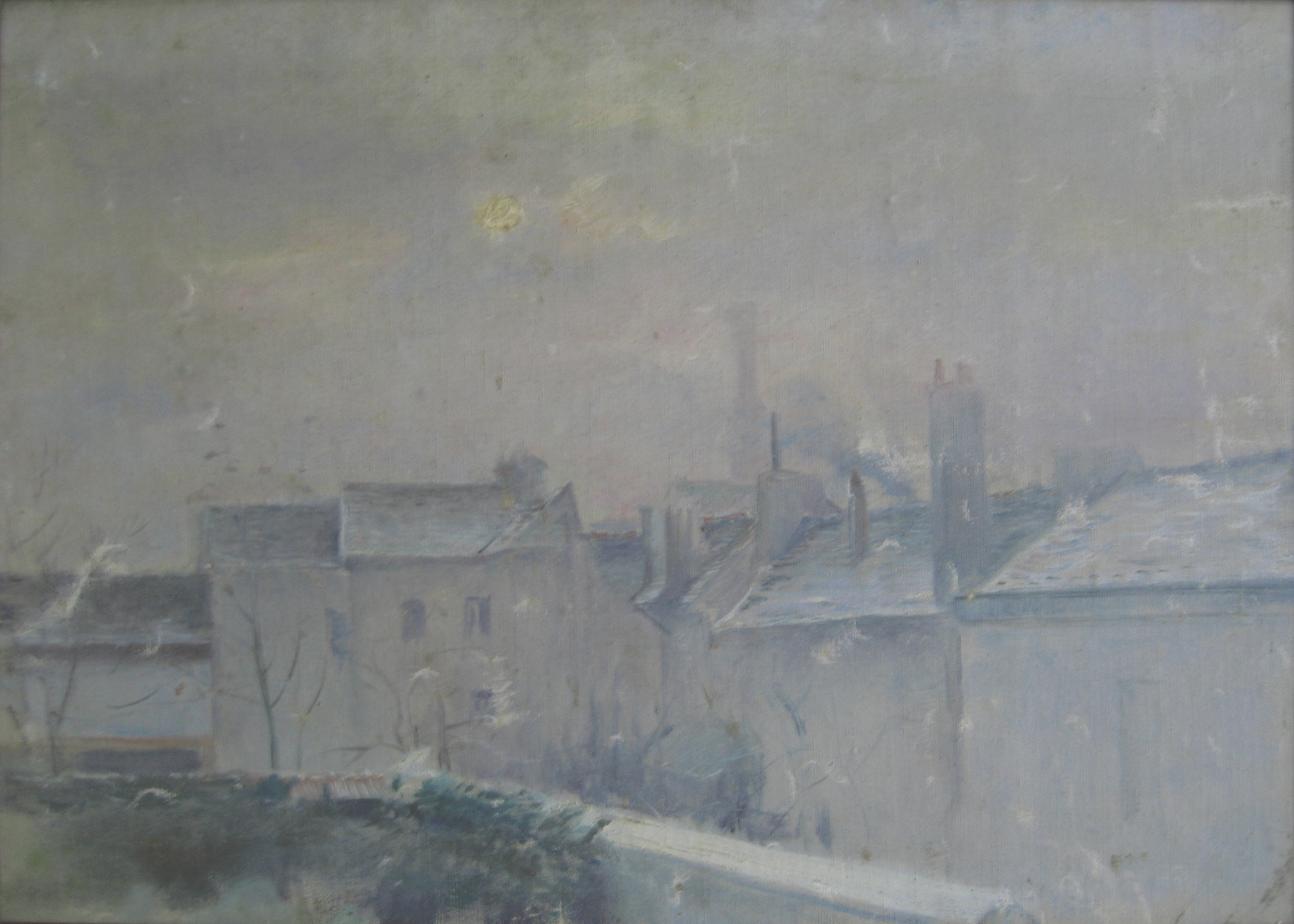
Pueblo de Bretaña 1
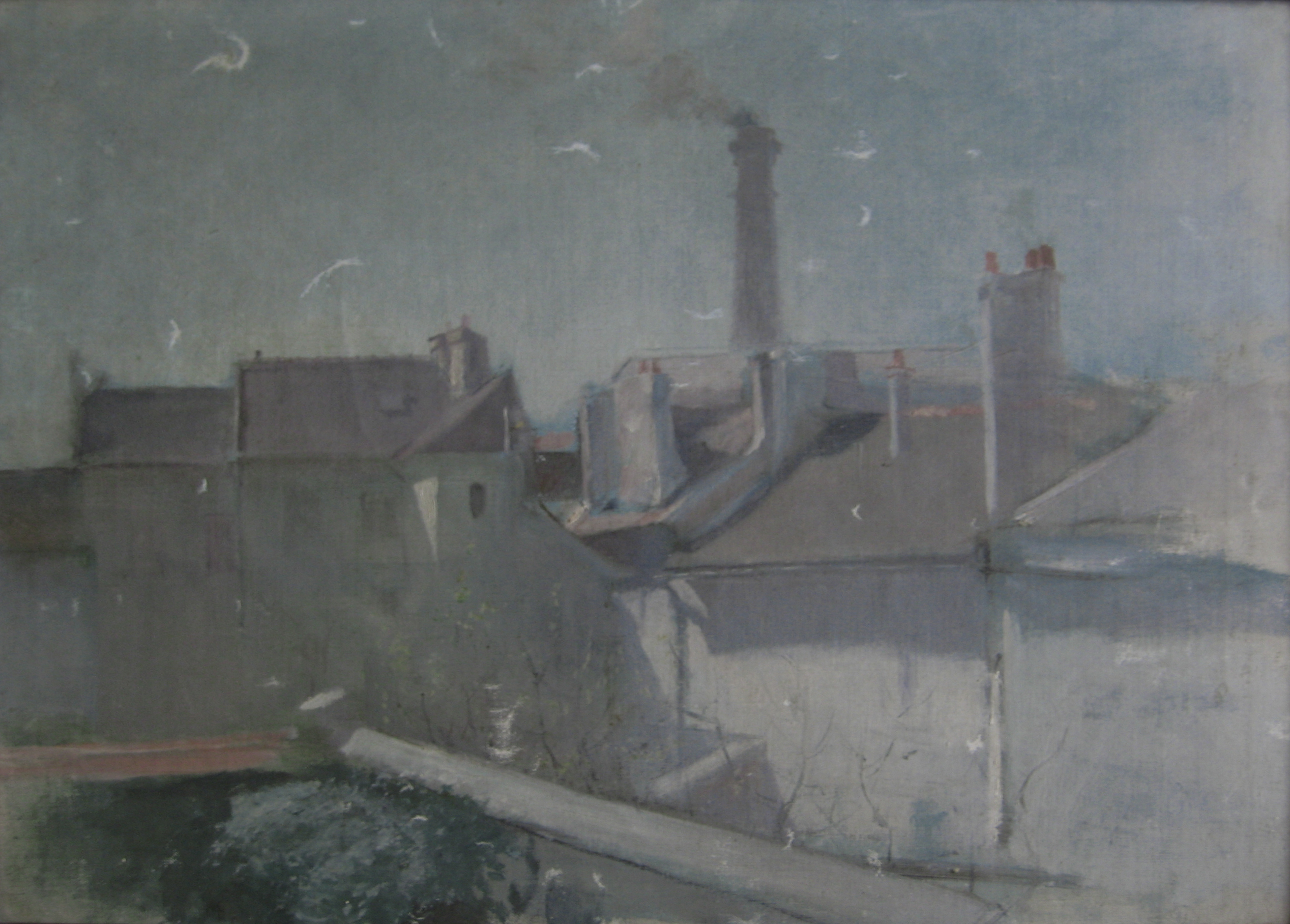
Pueblo de Bretaña 2
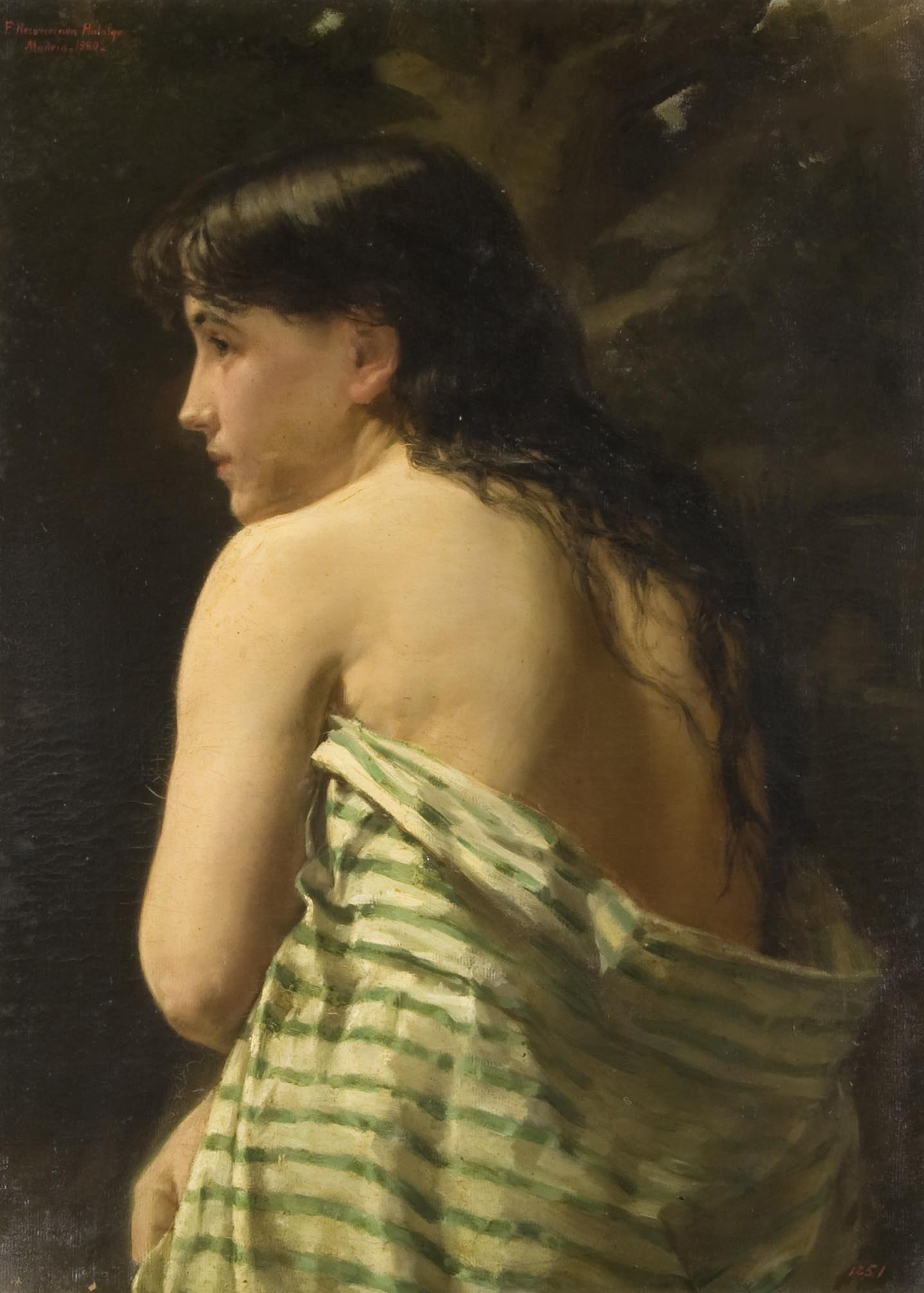
Joven filipina, 1890